# Бойлэнд, Ари
Ари Бойлэнд (англ. Ari Boyland; род. 10 августа 1987, Лоуэр-Хатт, Веллингтон) — новозеландский актёр. В детстве сыграл роль в новозеландском культовом научно-фантастическом драматическом сериале «Племя» (1999—2003). Также сыграл роль Броди Кемпа в сериале «Шортланд-стрит» (2010—2011). В настоящее время снимается в драме Television New Zealand «Свидетель» (2024).

## Ранний период жизни
Родился в Лоуэр-Хатт, Веллингтон, в еврейской семье.
Сыграл роль в научно-фантастическом драматическом сериале «Племя» в сезонах 1-3, а также кратко появился в сезоне 5. Также снялся в музыкальном клипе сериала «Племя» и документальном фильме «Создание племени» в 1999 году, а также в британском документальном фильме 2001 года «Свидание с племенем».
Во время обучения в Детской академии Новой Зеландии сыграл небольшие роли в «Откровениях — Первоначальном путешествии» группы Cloud 9 и оригинальном фильме Disney Channel «Ты хочешь!», а также во многих театральных и музыкальных постановках по всей Новой Зеландии.

## Карьера
В августе 2008 года сыграл главную роль в пьесе White Trash Omnibus, написанной и поставленной выпускником Оклендского университета Патриком Грэмом, с Кейт Райлатт и Майком Джинном в театре Maidment в Окленде. Также появился в телесериале South Pacific Pictures «Вперёд, девчонки», основанном на другой пьесе Патрика Грэма. В 2009 году сыграл персонажа Флинна МакАллистера в детском телесериале «Могучие рейнджеры: RPM».
В 2021 году был объявлен в качестве актёра семейно-приключенческого сериала CBBC — «Мистик». В 2022 году появился в трёх эпизодах ситкома Television New Zealand — «Младшая сестра», сыграв раввина Роба в еврейской семье в Окленде. В 2023 году играл роль раввина и во втором сезоне сериала.
В 2024 году снялся в драме Television New Zealand — «Свидетель» в роли Пола, блудного сына богатой и влиятельной евангелической семьи в Окленде.

## Личная жизнь
Проживает в Сиднее, Австралия, ранее жил и работал в Лос-Анджелесе. Его отец живёт в Брисбене.

## Награды
В 2014 году на Международном кинофестивале в Хобокене был номинирован на лучшую мужскую роль второго плана за работу в фильме «Кровавый удар».